# Groninger Autobusdienst Onderneming

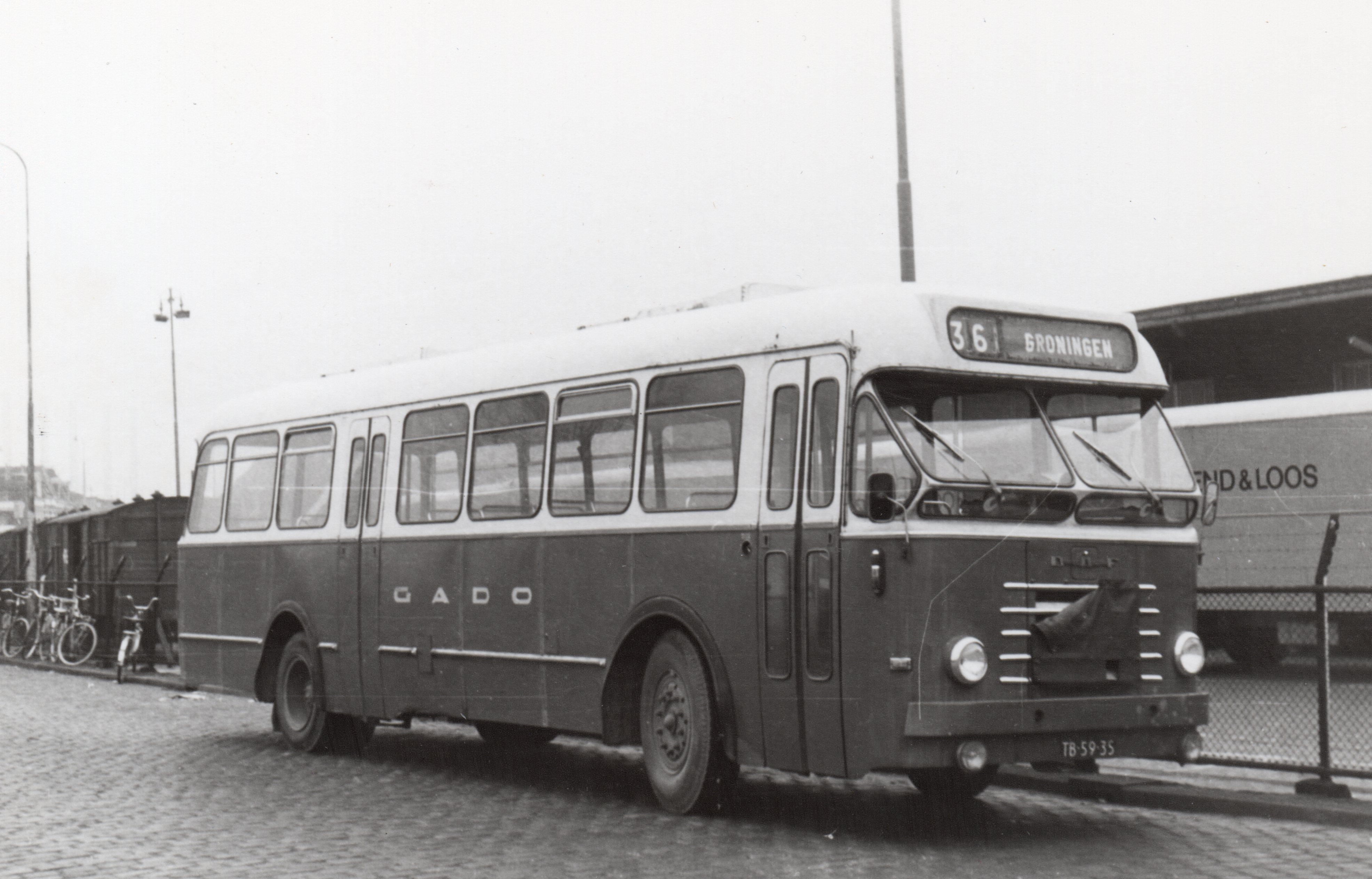
DAF TB100/Hainje-streekbus 6511 uit 1959.

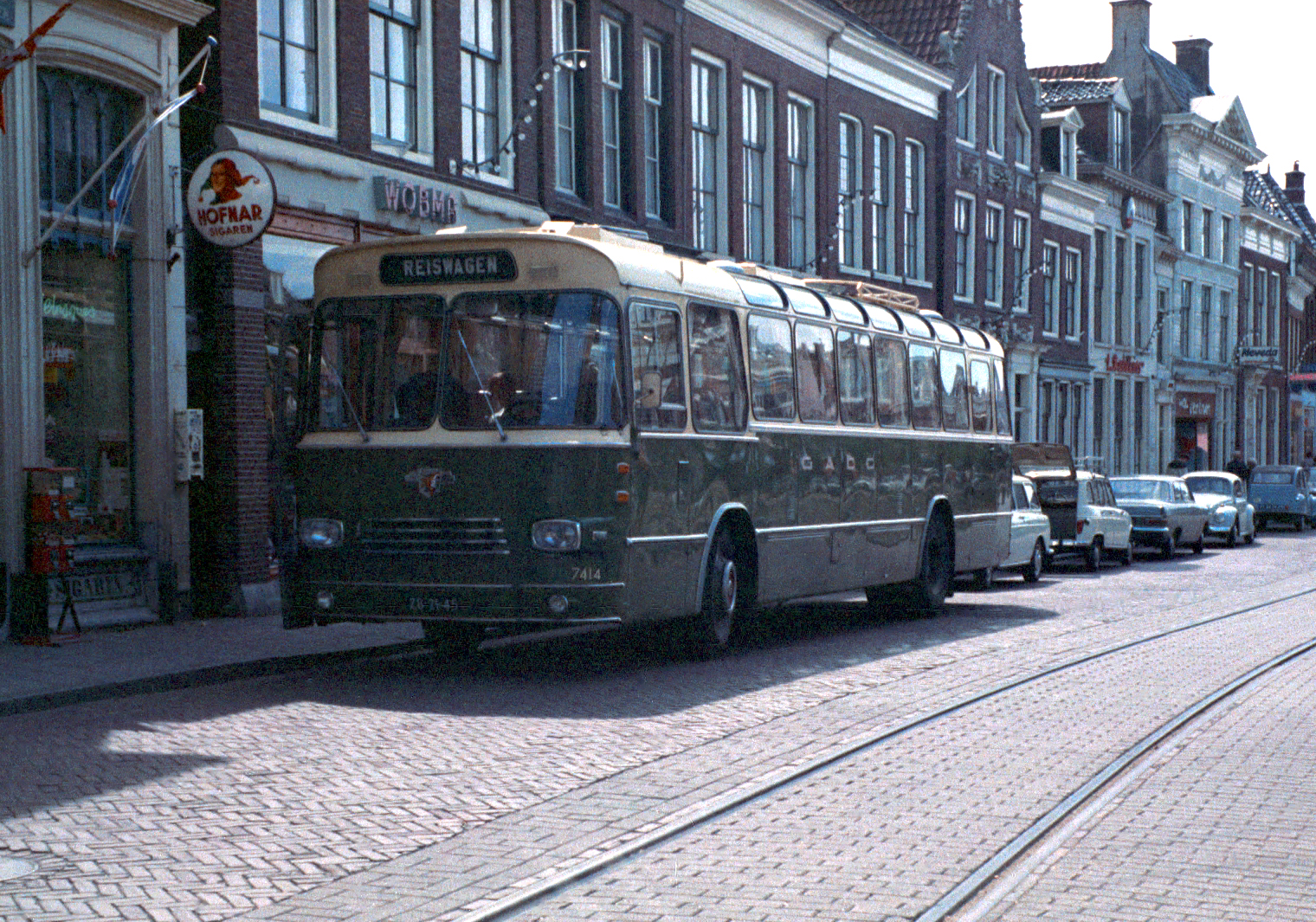
Leyland-Hainje-reiswagen 7414 uit 1965.

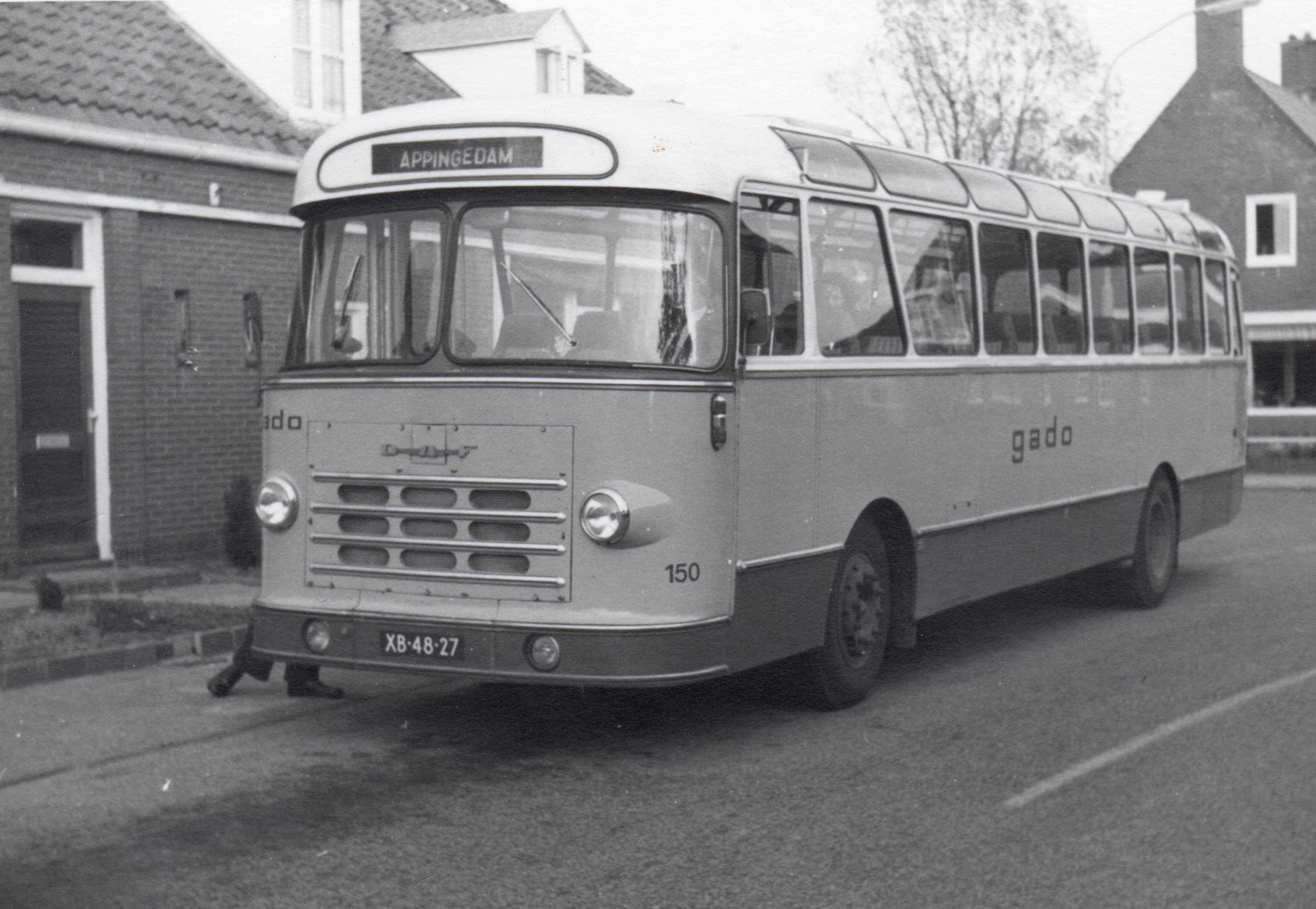
DAF TB160/Smit Appingedam-bus 150, ex DAM, te Woldendorp.

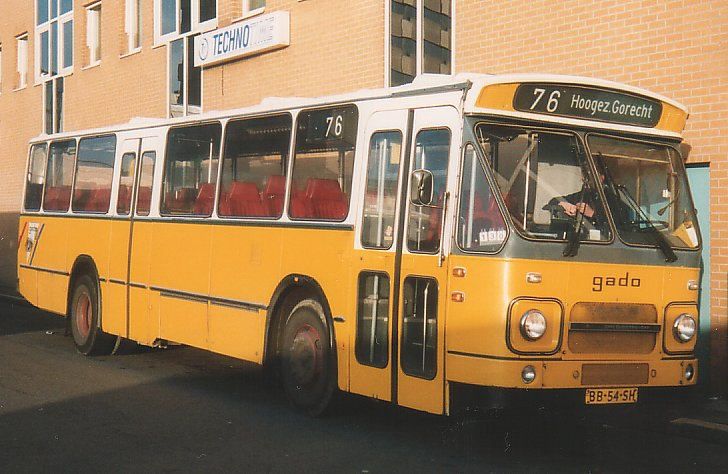
DAF MB200/Den Oudsten-bus 8899 van de GADO te Groningen: een standaardstreekbus, typerend voor vrijwel al het Nederlandse streekvervoer in de jaren 70 en 80.

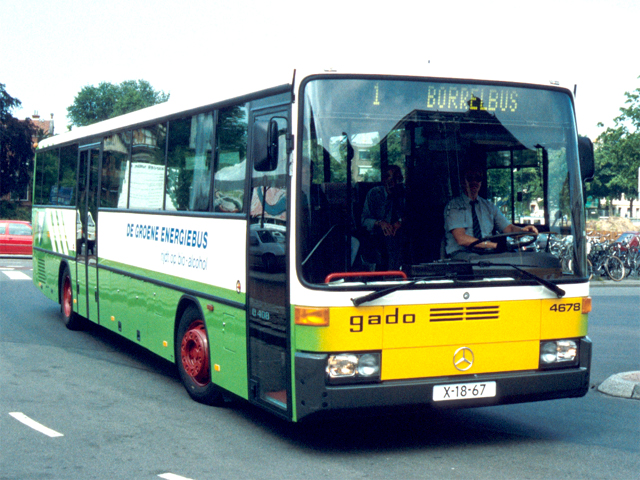
Mercedes-Benz O408-bus 4678 tijdens een proef met bio-ethanol als brandstof voor bussen.

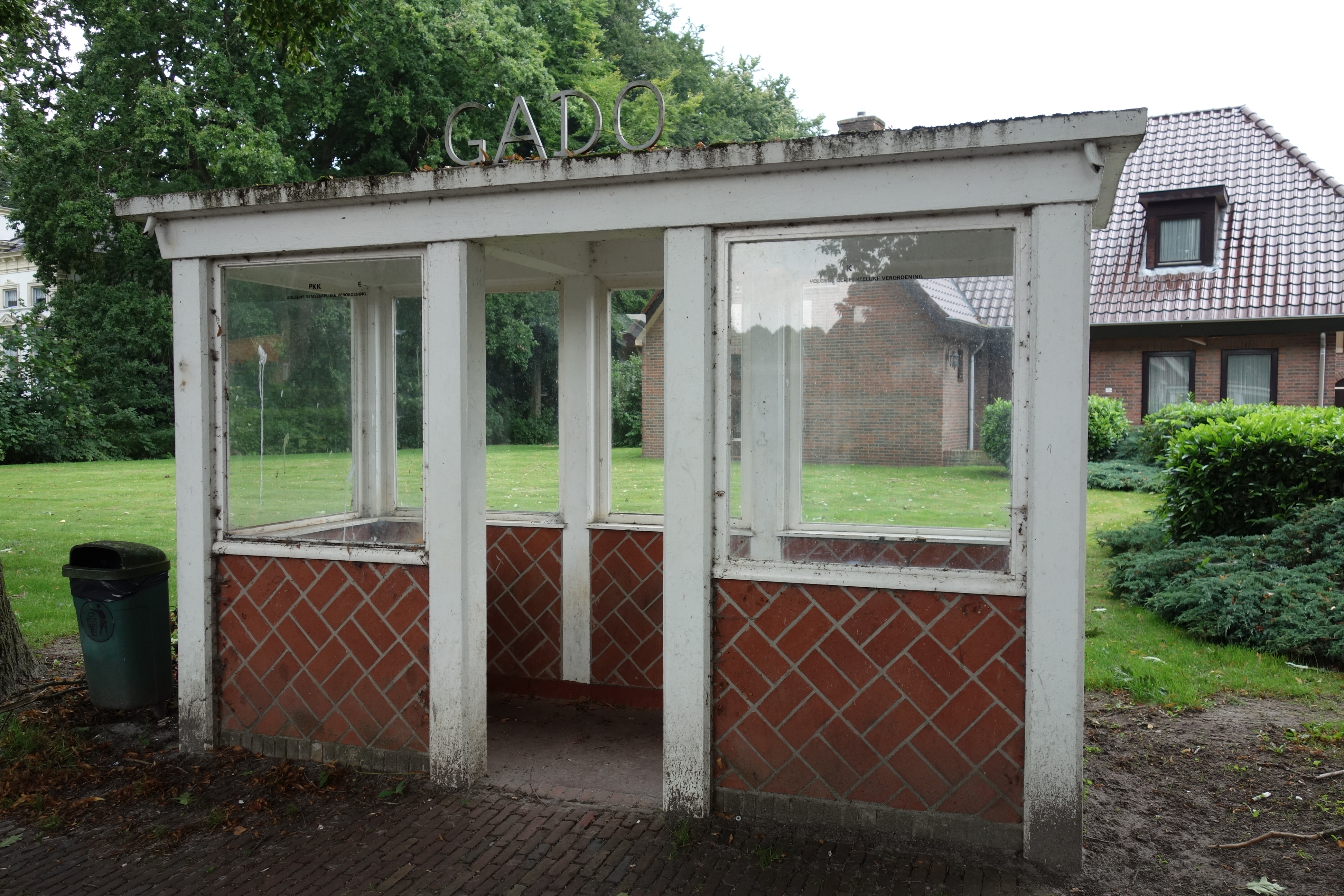
Abri van de GADO in Bellingwolde.

De N.V. Groninger Autobusdienst Onderneming (GADO) te Hoogezand, vanaf 1958 te Groningen, was van 1924 tot 1998 een aanbieder van openbaar vervoer per autobus in de provincies Groningen en Drenthe.

## Geschiedenis

### Eerste jaren
De GADO is in 1924 opgericht door drie zakenlieden uit Appingedam: de autobuspionier Diele van der Ploeg, die directeur werd, en Aldert en Henderikus Bos als commissarissen. Deze broers hadden een wagenmakerij en carrosseriebedrijf (later bekend als Smit Appingedam) en hadden aandelen genomen in de GADO, waardoor zij zich verzekerden van de afname van buscarrosserieën.
Omdat in de omgeving van Appingedam zelf de DAM van Piet Smith Tzn. al een stevige positie had, ging de GADO andere gebieden exploreren. Het bedrijf begon in 1924 met stadsvervoer in Groningen op twee routes, maar dit bleek weinig lucratief, mede doordat de Gemeentetram Groningen zelf met stadsbussen ging rijden. Daarom richtte de GADO zich op verbindingen naar buiten de stad door een lijn via Hoogezand en Zuidbroek naar Noordbroek. De officiële oprichtingsdatum van de GADO is 31 januari 1925. De zetel van het bedrijf werd gevestigd in Hoogezand.

### Expansie tot 1938
Het lijnennet werd snel uitgebreid met routes naar Wildervank en Winschoten. In 1928-29 kwam er een lijn via Zuidlaren naar het Drentse Gieten bij, als resultaat van de eerste overnames door de GADO: van de "Roland" en de fa. Buiskool, beide te Zuidlaren. Er zouden er nog vele volgen.
Na een mislukte actie van DAM en GADO gezamenlijk om een bussenstandplaats in te richten op de Grote Markt, werd met de gemeente Groningen overeenstemming bereikt over een vertrekpunt op het Gedempte Zuiderdiep. De GADO deelde hier een pand met het warenhuis HEMA.
In 1931 werd de fa. Van der Bij (lijn Groningen - Grijpskerk) ingelijfd waardoor de GADO ook doordrong in het Westerkwartier. Door overname van de fa. Iedema in 1933 kwam de GADO ook in de provincie Friesland, maar dat bleek nauwelijks een succes. In datzelfde jaar vond ook in de Groninger Veenkoloniën expansie plaats door de oprichting van de WAD, in feite de GADO onder een andere naam. In 1935 kwam er nog een lijn in de provincie Drenthe bij op de route Groningen - Emmen - Zwartemeer, overgenomen van de fa. Alderink in Zwartemeer. De Auto-Maatschappij Veendam - Pekela (VP) werd ingelijfd in 1937.

### Overname door NS
In 1938 werd de GADO zelf overgenomen door de Algemeene Transport Onderneming (ATO), het busbedrijf dat de Nederlandse Spoorwegen had opgericht om de hevige concurrentie van de particuliere busmaatschappijen in te dammen. Diele van der Ploeg en zijn mede-aandeelhouders A. en H. Bos ontvingen hiervoor het destijds grote bedrag van 700.000 gulden, waardoor Van der Ploeg in staat werd gesteld met de "Roland" een nieuw busbedrijf te beginnen. De aanleiding voor de verkoop was onenigheid tussen de drie aandeelhouders. Omdat zij het niet eens konden worden, hadden zij besloten de GADO van de hand te doen en daartoe zelf de NS benaderd, die op dat moment op zoek was naar mogelijkheden om via de ATO grotere invloed in het streekvervoer te verkrijgen. In de gelederen van zelfstandige busbedrijven, verenigd in de Nederlandsche Bond van Autobusdienstondernemers, werd deze verkoop als een vorm van verraad gezien, maar het bleek het begin van een trend waarbij in heel Nederland meer ondernemers zwichtten voor de goed betalende NS.
De zetel van de GADO werd Utrecht en de directeur van de ATO werd tevens directeur van de GADO. De dagelijkse leiding werd opgedragen aan een bedrijfsleider. De ATO-lijnen in het grensgebied tussen Groningen en Drenthe werden in het GADO-net geïntegreerd. Na de Tweede Wereldoorlog verdween de ATO van het toneel en werd de GADO een rechtstreekse dochteronderneming van de NS (een "eerste-kringsbedrijf") met een eigen directeur. De vestigingsplaats werd weer Hoogezand.

### Verdere expansie
De GADO was nu veruit de grootste Groninger streekvervoerder geworden. Ook met die status heeft de GADO zich nog verder uitgebreid door overname van onder meer:
- in 1941 Oldambt-Pekela
- in 1944 het Groninger gedeelte van ATO-dochter NADO. De NADO nam in 1941 onder andere de Grootegaster Autobus Maatschappij (G.A.M) van Jurjen Lieffering over (lijn Surhuisterveen-Grootegast-Groningen). Later kwamen ook Huizenga’s Auto Bus Onderneming (HABO) te Ezinge en de firma Goliath te Hoogkerk erbij. Het Friese deel ging in 1944 naar de NOF en NTM.
- in 1948 Oostelijk Groningen
- in 1948 de lijndienst van de fa. Deiman te Winschoten
- in 1957 de lijndienst van de fa. Bergman te Ter Apel (al sinds 1947 rijdend op een GADO-vergunning)
- in 1964 opnieuw de Roland (al sinds 1948 rijdend op een GADO-vergunning) - dit bedrijf, dat Van der Ploeg als particuliere onderneming had behouden, is dus tweemaal door de GADO overgenomen
- in 1967 Marnedienst (al sinds 1954 een GADO-dochteronderneming)
- in 1970 de autobusafdeling van de DAM
- in 1975 GDS (al sinds 1958 een GADO-dochter).

Inmiddels was de bussenstandplaats in de stad Groningen in 1953 verplaatst van het Gedempte Zuiderdiep naar een nieuw autobusstation bij het Hoofdstation, waar in 1958 ook het GADO-hoofdkantoor werd gevestigd. Ook in Stadskanaal, Veendam en Winschoten nam de GADO in de jaren zestig nieuwe busstations in gebruik en in de jaren zeventig in Appingedam.
Vergeleken met de meeste andere busbedrijven van deze omvang had GADO/Marnedienst/GDS een sterk decentrale organisatie met veel vestigingen in kleine dorpen, die slechts enkele bussen en personeelsleden herbergden. Hierdoor bestond een sterke binding tussen de lokale bevolking en haar dagelijks openbaar vervoer. Pas in de jaren zeventig en tachtig werd door sluiting en samenvoeging van de kleinste rayons een zekere rationalisatie doorgevoerd.
De GADO deed al sinds de jaren twintig aan touringcarreizen en sloot zich na de Tweede Wereldoorlog aan bij reisbureau Cebuto Groningen, een samenwerkingsverband waaraan ook DAM, Marnedienst en Roland deelnamen.
In 1972 waren fusiebesprekingen met de DVM te Meppel al bijna rond, waardoor één groot vervoerbedrijf voor vrijwel geheel Groningen en Drenthe zou zijn ontstaan. GADO en DVM (waarvan de NS 40% van de aandelen bezat) hadden toen dezelfde directie en werkten nauw samen, onder meer op het gebied van gezamenlijke lijnvoering (op de route Groningen - Emmen) en materieel (via de centrale inkoop van de NS). Op grond van meer emotionele dan zakelijke argumenten van Drentse kant - de cultuurverschillen zouden te groot zijn - kwam de fusie niet tot stand.

### Einde
De GADO werd door de gemeenschappelijke 'moeder' NS in 1974 ingebracht in de Vereniging van Exploitatieve Samenwerking OV-bedrijven (ESO) en daardoor per 1 januari 1982 in de holding NV Aandelenbezit Streekvervoer (ABS). Op 28 mei 1995 fuseerde het bedrijf met taxibedrijf "De Grooth Beheer" tot de holding Hanze Groep. De naam van het busbedrijf werd gewijzigd in Gado Reisnet. Op 30 september 1998 werd het bedrijf, evenals VEONN, overgenomen door de vervoersgigant Arriva. Pas in mei 1999 verdween de naam daadwerkelijk van het materieel.
Arriva exploiteerde de vroegere GADO-lijnen krachtens de concessie GGD (Groningen Stad + Provincie & Noord- en Midden Drenthe). Op 13 december 2009 heeft Qbuzz het busvervoer in het voormalige GADO-gebied overgenomen.

### Museumbussen
| Nummer | Bouwjaar | Bewaard door         | Opmerking                           | Afbeelding           |
| ------ | -------- | -------------------- | ----------------------------------- | -------------------- |
| 4400   | 1958     | Nationaal Bus Museum | Leyland-Verheul, streekbus          |                      |
| 6578   | 1962     | Nationaal Bus Museum | DAF-Hainje, korte streekbus         | afbeelding gewenst   |
| 2783   | 1975     | Nationaal Bus Museum | Leyland-Den Oudsten, cabriolet      |                      |
| 2751   | 1977     | OVCN                 | Leyland-Den Oudsten, Semitouringcar |                      |
| 8616   | 1980     | Nationaal Bus Museum | Den Oudsten-DAF, streekbus          | "Afbeelding gewenst" |